# Jean-Marc Ela
Jean-Marc Ela (Ebolowa, 27 settembre 1936 – Vancouver, 26 dicembre 2008) è stato un presbitero, teologo e sociologo camerunese.
È considerato il padre della teologia della liberazione africana.

## Biografia
Dopo avere frequentato la scuola primaria a Ebolowa, Ela entrò al seminario minore, dove frequentò la scuola secondaria superiore. Dopo il diploma entrò al seminario maggiore a Otélé e nel 1963 fu ordinato prete. Il suo vescovo lo mandò a studiare filosofia e teologia all'università di Strasburgo, dove nel 1969 conseguì il dottorato in teologia con una tesi su Martin Lutero. Tornato in Camerun insegnò al seminario di Otélé e dal 1971 esercitò il suo ministero sacerdotale nelle zone rurali del nord, venendo a contatto con la vita precaria e i bisogni delle persone di queste zone. Nella seconda metà degli anni settanta riprese i suoi studi e nel 1978 conseguì il dottorato in antropologia culturale e antropologia sociale all'Università della Sorbona. Nel 1985 fu nominato professore di teologia all'università di Yaoundé e scelse di vivere in un quartiere povero della capitale per continuare ad essere vicino ai bisogni della gente. Dal 1989 cominciò ad insegnare in qualità di professore invitato all'Università Cattolica di Lovanio. Nel 1990 conseguì all'università di Strasburgo l'abilitazione a dirigere ricerche di sociologia. Nel 1995, dopo l'assassinio del gesuita camerunense Engelbert Mveng avvenuto nel mese di aprile, Ela fu minacciato di morte per la sua insistenza nel richiedere di fare luce sull'omicidio, così nell’agosto dello stesso anno lasciò definitivamente il Camerun e si trasferì in Canada stabilendosi a Montréal, dove ottenne la cattedra all'Università Laval. Nel 1999 l'Università di Lovanio gli ha conferito il dottorato honoris causa.
Ela ha pubblicato una cinquantina di libri e un centinaio di articoli. Il suo libro Cri de l'homme Africain è considerato l'illustrazione più valida della teologia della liberazione dell’Africa sub-sahariana.

## Opere principali
- 1971 La plume et la pioche. Yaoundé, Éditions Clé.
- 1980 Cri de l'homme Africain. Paris, L'Harmattan.
- 1982 Voici le temps des héritiers : Églises d'Afrique et voies nouvelles. Paris, Karthala. En collaboration avec R. Luneau.
- 1982 L'Afrique des villages. Paris, Karthala.
- 1983 De l'assistance à la libération. Les tâches actuelles de l'Église en milieu africain. Paris, Centre Lebret.
- 1983 La ville en Afrique noire, Paris, Karthala, 1983
- 1985 Ma foi d'Africain. Paris, Karthala.
- 1989 Cheikh Anta Diop ou l'honneur de penser. Paris, L'Harmattan.
- 1990 Quand l'État pénètre en brousse… Les ripostes paysannes à la crise. Paris, Karthala.
- 1992 Le message de Jean-Baptiste. De la conversion à la réforme dans les églises africaines. Yaoundé, Éditions Clé.
- 1994 Afrique: l'irruption des pauvres. Société contre ingérence, pouvoir et argent. Paris, L'Harmattan.
- 1994 Restituer l'histoire aux sociétés africaines. Promouvoir les sciences sociales en Afrique Noire. Paris, L'Harmattan.
- 1998 Innovations sociales et renaissance de l'Afrique noire. Les défis du « monde d'en bas ». Montréal/Paris, Harmattan/L'Harmattan.
- 2000 Les Eglises face à la mondialisation. Quatre réflexions théologiques, Bruxelles, Commission Justice et Paix.
- 2001 Guide pédagogique de formation à la recherche pour le développement en Afrique. Études africaines.
- 2003 Repenser la théologie africaine. Le Dieu qui libère. Paris, Karthala.
- 2006 L'Afrique à l'ère du savoir: science, société et pouvoir, Paris, L'Harmattan.
- 2006 Travail et entreprise en Afrique: les fondements sociaux de la réussite économique. Paris, Karthala.
- 2006 Fécondité et migrations africaines. Les nouveaux enjeux, en collaboration avec Anne-Sidonie Zoa, Paris, L'Harmattan.
- 2007 Recherche scientifique et crise de la rationalité. Livre I, Paris, L'Harmattan.
- 2007 Les cultures africaines dans le champ de la rationalité scientifique. Livre II, Paris, L'Harmattan.
- 2007 La recherche africaine face au défi de l'excellence scientifique. Livre III, Paris, L'Harmattan.